# Porta a Pago
Porta a Pago di Torrita di Siena si trova tra via Dante Alighieri e il passeggio Giuseppe Garibaldi; quest'ultima strada segue tutto l'antico perimetro delle mura medioevali. La porta affaccia sul versante Nord-Ovest.

## Storia e descrizione
Le sue origini risalgono molto probabilmente al XIII secolo ed è compresa nella zona meglio conservata del centro storico. Da questa porta fuggirono i trecento archibugieri che componevano il presidio senese nel XVI secolo, posto a difesa di Torrita in una delle sue ultime battaglie, abbandonando la città alla sua disfatta.
Il suo nome viene fatto risalite al dazio che si doveva pagare per accedere dentro le mura e questo richiamo è tuttora presente nello stemma della contrada omonima con i colori rosso e verde del palio dei somari rappresentato da una mano che versa alcune monete, altre fonti riportano che il nome deriva dall'antico villaggio che sorgeva sulla collina antistante chiamato "Pagum". Nella lunetta interna posta immediatamente sopra l'accesso è posizionato un altare.

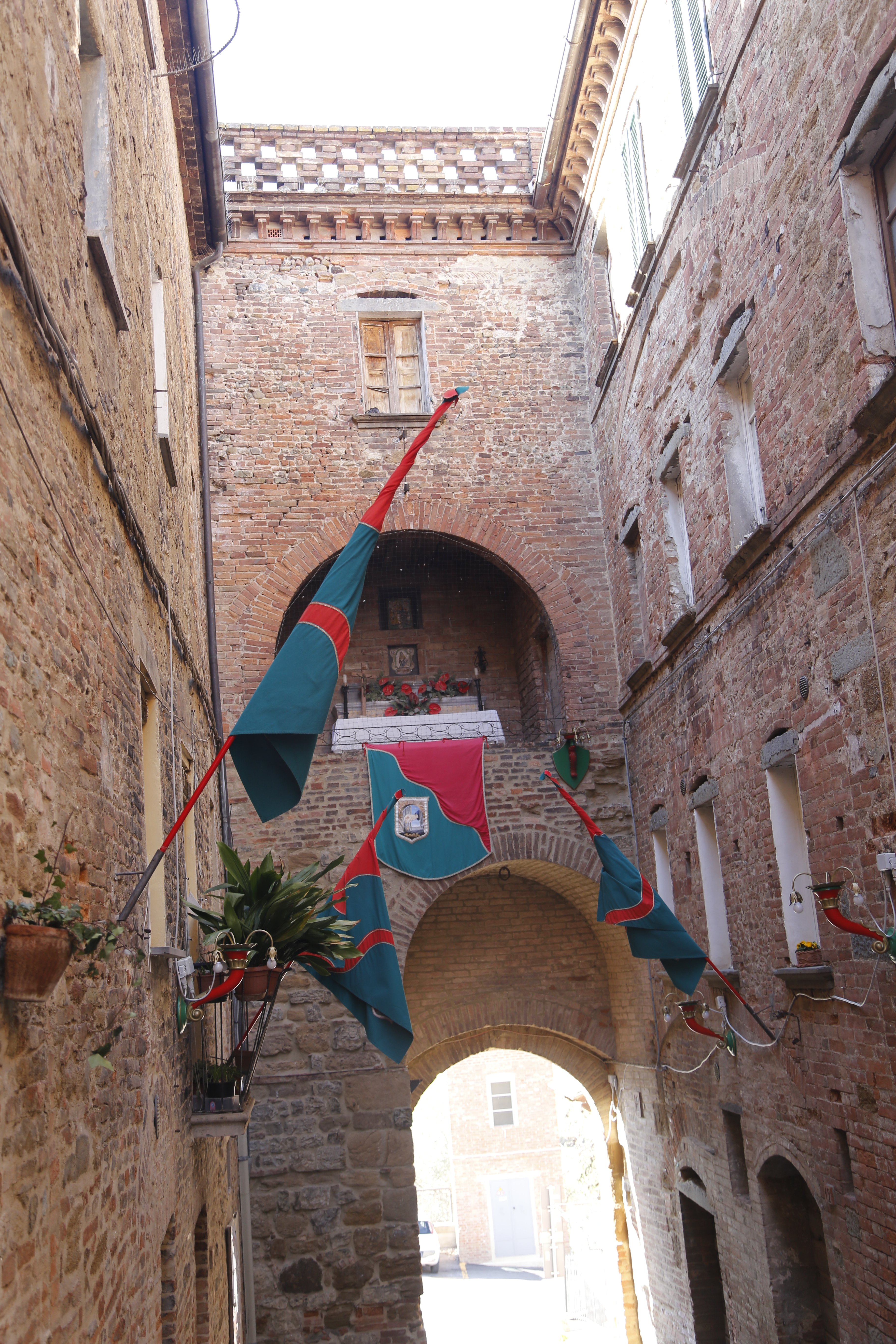
Vista interna della Porta